# Look My Way
Look My Way – trzeci pełny album hardcore'owego zespołu Madball.
Materiał został wyprodukowany i zmiksowany w Salad Days Studios w Norwood od stycznia do lutego 1998, zaś zmasterowany w Masterdisk, NYC Merch w 1998. W Stanach Zjednoczonych został wydany przez wytwórnię płytową Roadrunner Records (pod oznaczeniem RR 8807-2), w szeregu innych państw album wydano nakładem Backbite Records, qzaś w Polsce był dystrybuowany przez Metal Mind Productions (pod oznaczeniem 0570).

## Lista utworów
1. "Look My Way" – 2:48
2. "Moment Of Truth" – 1:38
3. "Cut Off" – 2:37
4. "Temptation Or Restraint" – 1:20
5. "Waste Of Time" – 3:04
6. "False Threats" – 2:14
7. "Pushin' Me" – 2:07
8. "Walk Away" – 0:58
9. "Our Family" – 2:12
10. "Lesson Of Life" – 3:19
11. "All I Can Take" – 2:01
12. "Been There, Done That" – 2:38

## Twórcy
Skład grupy
- Freddy Cricien – śpiew[1]
- Matt Henderson – gitara elektryczna, produkcja muzyczna, miksowanie, asystent inżynierii ścieżek[1]
- Hoya – gitara basowa[1]
- John Lafata – perkusja[1]

Udział innych
- Blood for Blood, Sweet Pete (In My Eyes), Ian Larabee (Reach The Sky),  – śpiew dodatkowy[1]
- Dean Baltulonis – produkcja muzyczna, inżynieria dźwięku, miksowanie[1]
- Mike Poorman – asystent inżynierii[1]
- Mike Hill – asystent inżynierii ścieżek[1]
- Alex Garcia Rivera – technik perkusji[1]
- Howard Weinberg, Roger Lian – mastering[1]
- Mike Gitter – A&R[1]
- Scott Koenig – kierunek kariery[1]
- Twelve Point Rule – projekt[1]
- Chris Toliver – fotografie[1]